# The Incredible Sound Machine
The Incredible Sound Machine foi o quinto e último álbum de estúdio do grupo Mantronix. The Incredible Sound Machine apresentava uma nova vocalista: Jade Trini que substituiu D.J. D. Diferente dos outros álbuns que tinham uma tendência muita mais voltada ao hip hop e ao electro, este álbum é altamente influenciado pela House music e pelo R&B.
Logo após uma turnê pela Europa para promover o disco, que foi tratado pela crítica especializada com desapontamento, Mantronix se desfez.

## Faixas
1. "Step To Me (Do Me)" – 4:00
2. "Don't Go Messin' With My Heart" – 4:20
3. "Flower Child (Summer Of Love)" – 4:56
4. "Gimme' Something" – 4:07
5. "Put A Little Love On Hold" (Dueto com Terry Taylor) – 4:44
6. "Well I Guess You" – 3:47
7. "Step To Me (Do Me)" (12" Extended Mix) (faixa bónus) – 5:29
8. "If You Could Read My Mind" – 4:40
9. "Make It Funky" – 3:38
10. "(I'm) Just Adjustin My Mic ('91)" – 3:11
11. "Operation Mindcrime" – 2:19